# Confederación Latinoamericana de Trabajadores Estatales
La Confederación Latinoamericana y del Caribe de Trabajadores Estatales (CLATE) es una organización sindical internacional que reúne a sindicatos de trabajadores del sector público de 18 países de América Latina y el Caribe. Fue fundada en 1967 y está integrada por más de 87 organizaciones sindicales nacionales de la región: Argentina, Brasil, Chile, Colombia, Costa Rica, Cuba, Curazao, Ecuador, El Salvador, Guatemala, Haití, México, Paraguay, Perú, Puerto Rico, República Dominicana, Uruguay y Venezuela.

## Historia de la CLATE
La Confederación Latinoamericana y del Caribe de Trabajadores Estatales nació en 1967, en la ciudad de Chapadmalal, Argentina. Desde el comienzo, una de sus características distintivas fue su capacidad de congregar a organizaciones que expresaban identidades sumamente diversas. Desde socialistas, comunistas, socialdemócratas y socialcristianos, hasta peronistas en el caso de Argentina, sindicatos de diferentes países confluyeron en este espacio de integración regional. La CLATE representaba de este modo un intento de superar la división tradicional del movimiento obrero y significaba un paso decisivo en la defensa de los intereses de los trabajadores del Estado. 
Por aquellos años, muchos sindicatos de trabajadores del sector público estaban intervenidos y en algunos países, como sucedía en Bolivia, estaba prohibido agremiarse. En otras naciones latinoamericanas los estatales sólo podían formar asociaciones, sin poder federarse o sindicalizarse, como sucedía en Colombia o Ecuador. En Argentina, comenzaba cierta decadencia a partir del surgimiento del participacionismo como corriente adicta al régimen militar. Frente a este escenario, dirigentes como Carlos Custer y Amancio Pafundi (ATE – Argentina), Tucapel Jiménez (ANEF-Chile), Luis Iguini (COFE – Uruguay), Saturnino Soto y José María Saravia (UPCN – Argentina), Helio de Mello (CSPB - Brasil), junto a representantes de organizaciones como ADEOM (de Uruguay), entre otras, tomaron el desafío de construir una confederación capaz de luchar por las reivindicaciones propias de los trabajadores del sector público y, al mismo tiempo, defender el rol activo del Estado en las sociedades latinoamericanas.

## Principios y objetivos
A continuación se transcribe la Declaración de Principios y Objetivos surgida del I Congreso de CLATE celebrado en Chapadmalal, Argentina, en 1967.
CLATE es una organización sindical internacional que agrupa a los trabajadores estatales de las hermanas naciones de América Latina y el Caribe, con pleno respeto de las entidades afiliadas a ella, siendo encargada de fijar y ejecutar a nivel latinoamericano, la política global y coordinada de la promoción de los trabajadores estatales.
Los servidores públicos y sus organizaciones, agrupados en la CLATE imbuidos de un espíritu humanista y latinoamericano, bregarán por la significación humana de los trabajadores, por su promoción total y plena participación en todos los resortes del poder político, económico, social y cultural, en sus respectivas comunidades nacionales, por el efectivo y fundamental respeto al valor del trabajo, expresión directa de la persona humana, por una economía al servicio de todos los seres humanos y sus necesidades con plena participación de los trabajadores, en forma activa y responsable en la conducción y decisión de la gestión económica y, en definitiva, por el conjunto de valores y medios que tiendan a un orden social basado en la justicia y en la solidaridad, que permita a todos los sectores del pueblo el acceso a los bienes, a la cultura y al poder.
Como integrantes de la clase trabajadora latinoamericana, los servidores públicos del continente expresan su firme actitud revolucionaria frente al capitalismo y a cualquier otra forma de tutela o de presión extranjera; señalan la firme esperanza de una América Latina libre, independiente y democrática; y afirman que únicamente un proceso serio de integración latinoamericana, con efectiva participación de los trabajadores, permitirá a nuestros países, lograr una verdadera autodeterminación política, una real personalización internacional y fundamentalmente, una auténtica independencia económica, únicos medios efectivos para derrotar al subdesarrollo, la aislación, la dependencia y la miseria de nuestros pueblos.
En definitiva la CLATE luchará por los objetivos gremiales comunes de todos los servidores públicos del continente. Serán primordiales banderas de lucha; la plena y absoluta libertad sindical; el ejercicio efectivo del derecho de agremiación y huelga; negociación colectiva; la promoción y estabilidad el servidor público; la implantación y efectivo funcionamiento de la carrera administrativa; la dignificación y jerarquización de la función pública y la participación del trabajador estatal en todos los aspectos de interés social y laboral.
Con la firme creencia de la validez de lo aquí expresado, LA CONFEDERACIÓN LATINOAMERICANA DE TRABAJADORES ESTATALES convoca a todos los servidores públicos del continente a la lucha común por estos principios y objetivos y, a la vez, expresa sus votos de unidad y solidaridad con todos los trabajadores de Latinoamérica y del mundo en la consecución de los medios que hagan posible un orden social más justo, la efectiva y real determinación de los pueblos y la impostergable necesidad de la paz mundial, basada en la justicia y en la libertad.
Se considera que esta Declaración, elaborada por el I Congreso de la CLATE en Chapadmalal (Argentina) en febrero de 1967, conserva completa actualidad, y demuestra la coherencia y continuidad de la CLATE.
La CLATE lucha por los objetivos gremiales comunes de todos los trabajadores del Estado del continente, por su participación en todos los resortes del poder político, económico, social y cultural, y señala la firme esperanza de una América Latina libre, independiente y democrática.

## Organizaciones miembro
- Asociación Trabajadores del Estado de Argentina.[2]
- Federación Judicial Argentina.[3]
- Confederación de Servidores Públicos de Brasil.[4]
- Agrupación Nacional de Empleados Fiscales de Chile.[5]
- Federación de Funcionarios Administrativos del Ministerio de Obras Públicas de Chile.
- Unión Nacional de Trabajadores del Estado y los Servicios Públicos de Colombia.[6]
- Federación Nacional de Trabajadores Públicos de Costa Rica.
- Sindicato Nacional de Trabajadores de la Administración Pública de Cuba.
- Sindicato Nacional de Trabajadores de la Salud de Cuba.
- Asociación de Empleados Federales de Curazao.
- Federación Ecuatoriana de Trabajadores Municipales y Provinciales.
- Asociación General de Empleados Públicos y Municipales de El Salvador.[7]
- Federación Nacional de Trabajadores Estatales de Guatemala.
- Sindicato Único de Trabajadores de los Poderes, Municipios e Instituciones Descentralizadas del Estado de México.[8]
- Unión Nacional de Trabajadores del Estado de Paraguay.
- Confederación Intersectorial de Trabajadores Estatales del Perú.
- Confederación Trabajadores Estatales de Perú.
- Coordinadora Unitaria de Trabajadores del Estado de Puerto Rico.
- Unión Nacional de Enfermería de República Dominicana.
- Asoc. Mutual de Serv. Solidarios de República Dominicana.
- Confederación de Organizaciones de Funcionarios del Estado de Uruguay.[9]
- Federación Nacional de Asociaciones Municipales de Uruguay.
- Unión Ferroviaria de Uruguay.
- Federación Nacional de Trabajadores del Sector Público de Venezuela.

## Organización interna
Estatutariamente la CLATE está conducida por un Comité Ejecutivo integrado por un Presidente, un Vicepresidente 1.º, un Vicepresidente 2.º, un Secretario General, 7 Secretarías, 4 Secretarías Ejecutivas Subregionales y 4 Secretarías Ejecutivas Subregionales Adjuntas. El Presidente del Comité Ejecutivo es la máxima autoridad de la CLATE y como tal es el responsable de ejecutar y hacer ejecutar los acuerdos de los organismos de dirección de la organización.
Acompaña al Comité Ejecutivo un Consejo Revisor de Cuentas integrado por 6 miembros y un Consejo Político Consultivo de 9 miembros.
A lo largo de su historia, la CLATE ha procurado que distintas organizaciones, de diferentes países, ocupen sucesivamente los cargos del Comité Ejecutivo, de modo de garantizar la representatividad de todas las organizaciones miembro.
Para el período 2012-2016 la Presidencia de CLATE fue asignada al Secretario General del Consejo Directivo Nacional de ATE, Julio Durval Fuentes.

## XI Congreso General “Tucapel Jiménez Alfaro”
Al poco tiempo de cumplirse el 45.º Aniversario de la CLATE se celebró en la Ciudad de Buenos Aires, Argentina, un nuevo Congreso General. El encuentro se desarrolló del 8 al 10 de agosto de 2012 y sesionó bajo el nombre de Tucapel Jiménez Alfaro, en homenaje al expresidente de ANEF Chile y exvicepresidente de la CLATE asesinado por la dictadura de Pinochet. El encuentro fue de suma importancia, ya que sirvió para revitalizar la estructura orgánica de la CLATE y definir el posicionamiento de las organizaciones miembro frente a la crisis internacional que desde comienzo del SXXI viene golpeando a la economía mundial.
En el documento político se observó que, a pesar de la aparición de gobiernos que comenzaron a apartarse del denominado Consenso de Washington y del paradigma neoliberal propuesto por él, América Latina aun exhibe altos niveles de pobreza y desigualdad social. A su vez, se planteó la persistencia de la estructura neoliberal en cuestiones como la explotación de los recursos naturales en manos de trasnacionales o la desestructuración de los Estados en lo que hace a su capacidad de brindar servicios básicos esenciales.
Asimismo, los delegados de distintos países de Latinoamérica y el Caribe reflexionaron sobre el modo en que la mejora de las condiciones laborales y la dignificación de los trabajadores públicos se vinculan a la construcción de un Estado activo, eficaz, eficiente y con capacidad de intervención. En ese sentido, las organizaciones presentes manifestaron la necesidad de definir políticas públicas acordes a las necesidades de las sociedades latinoamericanas y coincidieron en su reclamo por un Estado democrático, que esté al servicio del pueblo y de la clase trabajadora en su conjunto.
El Congreso permitió también delinear algunos ejes de trabajo conjunto a mediano plazo. Entre ellos se definió la organización de equipos de trabajo en materia de formación, de comunicación, de coordinación en el área jurídica y de investigación. Junto con estas iniciativas, y con el fin de reforzar la institucionalidad de la organización, se acordó modificar la conformación del Comité Ejecutivo. Con el objetivo de dotar al máximo cuerpo orgánico de la CLATE de un cargo con mayor capacidad operativa y ejecutividad, se decidió eliminar la vicepresidencia 3.ª y crear el cargo de Secretaría General. Por otra parte, se resolvió jerarquizar las funciones vinculadas a las temáticas de género e igualdad de oportunidades, para lo cual se creó la respectiva Secretaría. Por último, se acordó ratificar y darle carácter estatutario a la Secretaría de Derechos Humanos, dada la importancia que reviste esta área.

## La CLATE en la OIT

### 102.ª Conferencia Internacional del Trabajo
En junio de 2013, CLATE participó de la 102.ª Conferencia Internacional del Trabajo organizada por la OIT, que se llevó a cabo en Ginebra, Suiza. En ese espacio de debate, que reúne a delegados de gobiernos, trabajadores y empleadores de los Estados miembros de la OIT, la comitiva de CLATE participó activamente de la Comisión de Aplicación de Normas. La presencia de CLATE en ese contexto fue sumamente relevante dado que en esa oportunidad estuvo dedicada a la evaluación de los Convenios N.º 151 y N.º 154 y las recomendaciones respectivas, vinculados al derecho a la negociación colectiva en el sector público.
El presidente de la CLATE y Secretario General de la Asociación Trabajadores del Estado, Julio Durval Fuentes, propuso algunos temas importantes a ser contemplados en el informe final de la Comisión. Específicamente, señaló tres cuestiones:
1) La importancia de dejar fuertemente establecido que no es posible que para enfrentar la crisis económica los gobiernos apelen a la reducción de salarios de empleados públicos;
2) Que debe establecerse que la estabilidad en el empleo público es la única garantía para evitar discriminaciones y promover el libre ejercicio de otros derechos por parte de los trabajadores del Estado, así como la mejor herramienta contra la precariedad laboral; y
3) Que debe plasmarse la posición del Comité de Libertad Sindical de la OIT respecto de que en conflictos entre el Estado y sus empleados no puede un órgano gubernamental declarar la ilegalidad de una medida de fuerza, sino que tal intervención debe efectuarse mediante un órgano independiente de las partes que genere su confianza.
Antes y después de la participación en la Comisión de aplicación de Normas, la delegación de CLATE mantuvo diversas reuniones con Departamentos de la OIT con el objeto de dar a conocer la CLATE, las organizaciones que la componen, su Comité Ejecutivo y su programa de Acción. Además de informar la aspiración de CLATE de desarrollar una presencia continua en todas las actividades de la OIT con relación a los Servicios Públicos y los Trabajadores del Estado.

### 104.ª Conferencia Internacional del Trabajo
El 3 de junio de 2015 el presidente de CLATE, Julio Durval Fuentes, habló ante la 104.ª Conferencia Internacional del Trabajo, en Ginebra, Suiza. Fue la primera vez en sus 48 años de vida que la Confederación Latinoamericana y del Caribe de Trabajadores Estatales estuvo invitada a participar de la asamblea general.
En su discurso, el presidente de CLATE destacó la preocupación de las organizaciones miembro por la insistencia de los representantes del sector empleador en no aceptar el derecho internacional de huelga, reconocido mediante el Convenio N.º 87 de OIT. Asimismo se refirió al respeto de la libertad sindical, sobre lo cual expresó que a pesar de haberse registrado avances en su aplicación aún persisten en la región reclamos de libertad de asociación y de tutela sindical para los representantes gremiales.
Hacia el final de su exposición, Julio Durval Fuentes se refirió al Convenio N.º 151 de OIT, sobre las condiciones de trabajo en la administración pública. Al respecto, mencionó que si bien el convenio lleva aprobado más de 30 años, en muchas naciones de América Latina y el Caribe el reconocimiento del derecho de los trabajadores del Estado de resolver sus necesidades mediante procesos de negociación colectiva sigue siendo una cuenta pendiente. En ese sentido destacó que, la negociación colectiva como "camino a seguir" (que recomendaba la OIT en su 102.ª Conferencia) parecía encontrar pocos caminantes decididos en la región.
Como cierre a su exposición, el presidente de CLATE aseguró que si bien los trabajadores del Estado dejaban planteada su disposición a construir consensos tripartitos, no estarían dispuestos a asistir como testigos inmóviles a una nueva época de despojos de sus derechos. En esa línea señaló que, si esa fuera la receta que los gobiernos eligieran para resolver la crisis, las organizaciones sindicales nucleadas en CLATE responderían con toda la capacidad de lucha y de acción directa de que dispusieran.

## Países miembros
Actualmente, 18 países integran la CLATE: 
| PAÍSES      | PAÍSES               | PAÍSES |
| ----------- | -------------------- | ------ |
| Argentina   | Brasil               |        |
| Chile       | Colombia             |        |
| Costa Rica  | Cuba                 |        |
| Curazao     | Ecuador              |        |
| El Salvador | Guatemala            |        |
| Haití       | México               |        |
| Paraguay    | Perú                 |        |
| Puerto Rico | República Dominicana |        |
| Uruguay     | Venezuela            |        |